# کی ته یونگ
کی ته یونگ (کره‌ای: 기태영؛ زادهٔ کیم یونگ وو در ۹ دسامبر ۱۹۷۸) بازیگر اهل کره جنوبی است. او نقش اصلی در مجموعه‌های تلویزیونی ساختن سرنوشت (۲۰۰۹) و یک آرزو کن (۲۰۱۴) ایفا کرده‌است. او همچنین در سال ۲۰۱۲ یک آلبوم چندآهنگه منتشر کرده‌است.